# Линденвальд, Александр Карлович
Александр Карлович Линденвальд (1872 — не ранее 1912) — русский  офицер. Герой Русско-японской войны.

## Биография
Родился 27 января 1872 года, в мещанской лютеранской семье Эстляндской губернии. Проходил обучение в  Императорском Санкт-Петербургском университете, но не закончив его поступил на военную службу с 1 октября 1898 года.
С 1904 года поручик, участник Русско-японской войны, был участником Обороны Порт-Артура. 25 февраля 1907 года за храбрость был награждён Орденом Святого Георгия 4 степени:
За мужество и находчивость, проявленные при защите крепости Порт-Артура, 17-го октября 1904 года, когда при натиске японцев, ворвавшихся в капонир форта №3, видя возможность проникновения их в потерну, соединяющую капонир с фортом, быстро устроил в ней забивку и тем самым преградил возможность проникновения неприятеля на самый форт
С 1909 года  штабс-капитан Брест-Литовской крепостной сапёрной роты. С 1912 года капитан  1-го Сибирского сапёрного батальона.